# Bruno Berglund
Alf Bruno Berglund, född 13 februari 1947, från Lindesberg, var kartläsare åt rallyföraren Ari Vatanen och vann bland annat Dakarrallyt. Han har även varit kartläsare åt bland andra Stig Blomqvist och Anders Kulläng och med den sistnämnde vann han Svenska rallyt 1980.